# Pseudaspius leptocephalus
Pseudaspius leptocephalus är en fiskart som först beskrevs av Pallas, 1776.  Pseudaspius leptocephalus ingår i släktet Pseudaspius och familjen karpfiskar. Inga underarter finns listade i Catalogue of Life.